# Luc de Goustine
 (février 2017).
Si vous disposez d'ouvrages ou d'articles de référence ou si vous connaissez des sites web de qualité traitant du thème abordé ici, merci de compléter l'article en donnant les références utiles à sa vérifiabilité et en les liant à la section « Notes et références ».
Luc de Goustine, né à Paris le 9 janvier 1938, est un écrivain, traducteur, journaliste, éditeur et acteur français.

## Publications

### Romans, nouvelles
- La Place de l'étoile, conte, éd. Ars Magna, Paris, 1986. Réédité par Volte-face Versus en 2020.
- Bartosz et Teresa, chronique de l'état de guerre en Pologne, éd. Criterion, Paris, 1986
- Bernard de Ventadour ou les jeux du désir, éd. Pilote 24, Périgueux, 2007
- Du loup et de la biche, avec une traduction occitane de Jean-Pierre Lacombe, Lo Chamin de San Jaume, 2016

### Essais
- Le Printemps, la commune et le roi, éd. M.Jullian/La Table Ronde, Paris 1979.
- Lo Topin de la Marieta, ou la bonne cuisine en Limousin, tradition limousine, en collaboration avec Françoise de Goustine, 4 éditions chez les auteurs entre 1979 et 1995
- Coup de gueule contre un valet de pique (sur Ph. de Villiers), éd. Ramsay, Paris, 1995
- Clovis 496-1996, enquête sur le XVe centenaire, avec Philippe Delorme, Régnier, Paris, 1996
- Les Six Livres de la République par Jean Bodin, choix de textes et préface, Confluences, Bordeaux, 1999
- « La Grande Peur de Saint-Angel, un brigand gentilhomme et la Révolution » (diplôme de l’École pratique des hautes Études à la Sorbonne en 1998) Honoré Champion, Paris, 2000. Réédition Carrefour Ventadour, Moustier-Ventadour, 2013.
- Présentation au Temple, Adoration des mages, Broderies en opus anglicanium (XIVe siècle), avec Isabelle Rooryck, Musée du Cloître de Tulle, 2002
- Mystique ouvrière et tradition hermétique, le Christ de Tulle, éd. Dervy, 1986, rééd. Arché Milan, Paris, 2006
- Ebles et Bernart de Ventadorn, Gui d'Ussel, Maria de Ventadorn, coauteurs : Peter Ricketts, Dominique Billy, éd. Carrefour Ventadour, 2009
- Le Chemin de Ventadour, une philosophie des ruines, coauteur photographe : Jean-Christophe Mathias, éd. Carrefour Ventadour, 2010. Augmenté du poème hors-texte Inania pello en 2011.
- Fou d'amour, Chansons de Bernard de Ventadour, Présentation et traduction de l'anthologie bilingue occitan-français, éd. fédérop 2016.
- Lumières des nombres dans le Nouveau Testament, éd. Arma Artis, 2012.
- Moustier-Ventadour, le prieuré & l'église Saint-Pierre, Livret-guide historique et architectural illustré, 52 p., éd. Carrefour Ventadour, 2018.
- Les braves heures du Moine de Montaudon, Présentation et traduction de l'anthologie bilingue occitan-français, éd. fédérop 2020.
- Celui qui n'avait qu'un seul talent, réédition de Lumières des nombres dans le Nouveau Testament, éd. Artège, 2021.
- Service royal, du Mystère à l'Histoire, Les Unpertinents, éd. Saint-Léger, 2021.
- Parabole de Notre-Dame, éd. Saint-Léger, 2021.
- Figures équestres, éd. Saint-Léger, 2022.
- Moustier Ventadour, le prieuré et l'église Saint-Pierre, livret-guide, éd. Carrefour Ventadour, 2018.
- Tulle, sa cathédrale Notre-Dame, son cloître monastique et le Puy Saint-Clair, livret-guide, éd. Carrefour Ventadour, 2020.
- Le Retable de Naves, une prophétie baroque, (Album illustré de photographies par Jean-François Amelot), 56 p., Carrefour Ventadour, 2024.

### Théâtre, œuvres originales et traductions publiées
- Nob, Cahiers Renault-Barrault, Gallimard, Paris, avril 1967
- Dix mai 68, Seuil, Paris 1968, et Cuadernos para el Diálogo, Madrid, 1971
- Le roi Lear par William Shakespeare, version française, éd. de l’Arche, 2000
- Hamlet par William Shakespeare, version française, éd. de l’Arche, 2003
- Tamerlan le Grand par Christopher Marlowe, version française, éd. Circé, 2003
- Le Prince grec, (Enquête historique par François Morice) & œuvre théâtrale de L. de Goustine (1690-1991), Cahiers de Carrefour Ventadour, 2023.

### Traductions

#### De l’allemand
- Le Moulin à Lévine de Johannes Bobrowski, Seuil, 1966
- Évidences politiques de Günter Grass, Seuil, 1968
- Évelyne ou le voyage autour de la folie de Ernst Augustin, Gallimard, 1978
- Une ascension de Ludwig Hohl, Gallimard, 1980 ; réédité ss le titre Ascension, Attila, 2007
- La Cachette de Ernst Nowak, trad. signée Jean Pierrefonds, Gallimard, 1981
- Heidi de Johanna Spyri, École des Loisirs, 1983
- Johanna de Renate Welsh, École des Loisirs, Paris, 1984
- Introduction à Bernart de Ventadorn de Carl Appel, avec M. Stenta, éd. L. Souny/Carrefour Ventadour, Paris, 1990 et 2003
- Mes Taupes de Günter Eich, Circé, 2009

#### De l'anglais
- Anna et Mr. God de Fynn, Seuil, 1971
- Mère Térésa de Calcutta de Malcolm Muggeridge, Seuil, 1973
- Mère Térésa et les Missionnaires de la Charité d’Édouard Le Joly, trad. signée Jean Pierrefonds, Seuil, 1979
- Encyclopédie des merveilles du monde de Francis Hitching, Albin Michel, 1980
- La Renarde, poèmes de William S. Merwin, éd. Fanlac, 2004
- Les Fleurs de mai de Ventadour, récit de William S. Merwin, éd. Fanlac, 2006
- Les Dernières Vendanges de Merle, roman de William S. Merwin, éd. Fanlac, 2010
- L'ombre de Sirius, poèmes de William S. Merwin, éd. Fanlac, 2016

#### De l'occitan
- Fou d'amour, Chansons de Bernard de Ventadour, présentation et traduction de L. de G., éd. bilingue occitan-français, fédérop, 2016.
- Les Braves Heures du Moine de Montaudon, présentation et traduction de L. de G., éd. bilingue occitan-français, fédérop, 2020.

### Théâtre, œuvres originales et traductions jouées
- Nativité, Théâtre de la Cité Universitaire à Paris, 1967
- Dix mai 68, Paris, Grenoble, Louvain, Boulogne[Lequel ?], Montréal, Stockholm, Athènes, 1969-1970
- Frères, lecture publique à la Comédie de Caen, 1990
- Le Prince grec, par La Chélidoine, Festival Limousin-Auvergne, juillet-août 1991
- Hamlet, traduction originale, Théâtre de la Tempête Philippe Adrien, d'octobre 1996 à décembre 1997
- Le Roi Lear, traduction originale, Théâtre de la Tempête Philippe Adrien, d'octobre 2000 à février 2001
- Tamerlan le Grand par Christopher Marlowe, Théâtre de Chaillot, novembre 2001
- Le Récit de Jacobus Coetzee, d'après Duskland de J. M. Coetzee, adapté avec Catherine Riboli, créé à Bordeaux, 2006
- Traductions théâtrales inédites : La Tempête de Shakespeare, Maudit crépuscule (Hated Nightfall ) de Howard Barker, Le puits des saints (The Well of the Saints) de J. M. Synge.

### Travaux pour la radio, la télévision et le cinéma
- Le Moulin à Lévine, fiction d’après Johannès Bobrowski, France Culture, 1967
- Les Droits de l’écrivain, d’après A. Soljenitsyne, France Culture, 1968
- Standard Bodyhead, fiction télévisée originale , 1970-71. T/17105.  Réalisation Robert Valey, avec Michael Lonsdale, Pierre Lafont, Dominique Vincent, Martine Pascal et Yves Llobrégat, musique originale de Jacques Loussier. Versée PAD à l'INA et "détruite" (sic!) en 1972.
- Bouvard et Pécuchet, fiction télévisée d’après G. Flaubert, 1971.Réalisation Robert Valey. Avec Paul Crochet et Julien Guiomard.
- Le Ballot, fiction télévisée originale, dialogues en collaboration avec Robert Valey, 1972
- Paul et Virginie, 6 heures ½ d’après B. de Saint-Pierre sur FR3, (24 décembre 1974-2 février 1975) ; rediffusée sur M6 et à la télévision allemande. Réalisation Pierre Gaspard-Huit. 1973.
- Invention des légendes : le Cycle du Loup, fiction originale, France Culture, 1976. Réalisation Georges Peyroux, 1981.
- Nob, France Culture, 1976
- Invention des légendes : le Cycle de la Biche, fiction originale, France Culture, 1981. Réalisation Georges Peyroux, 1981.
- Trois courtes pièces pour les Mille et un jours de P. Billard, France Inter, 1984-1985
- Une vie, une œuvre : Bernart de Ventadorn, France Culture, septembre 1991
- L’Arbre, le Maître et le Disciple : le retable de Naves, film d’art de Anne Legros (52 min), Productions Théodote, Brive, 2004
- À voix nue avec Paul Viallaneix 29 juin - 3 juillet 2009, France Culture, 2009
- À voix nue avec Jean-Christian Petitfils  10 mai - 14 mai 2010, France Culture, 2010
- À voix nue avec Michael Lonsdale 23 mai - 27 mai 2011, France Culture, 2011

## Acteur
- octobre 1996-décembre 1997 - théâtre : Hamlet de W. Shakespeare, mise en scène de Philippe Adrien - le spectre
- avril 1999 - télévision : Avocats et associés, réalisation de Philippe Triboit pour FR3 - président de cour d’assises
- avril 1999 - cinéma : L’Arbre à clous, court métrage de Gilles Boustani - le maire
- août 1999 - télévision : La Canne de mon père, téléfilm de Jacques Renard - M. Chouquet, le père de Cécile (Fanny Cottençon)
- octobre 1999 - cinéma : Les Destinées sentimentales, film d’Olivier Assayas - le préfet de Limoges
- août 2000-janvier 2001 - théâtre : Le Roi Lear de W. Shakespeare, mise en scène de Philippe Adrien - roi de France, gentilhomme, vieillard, médecin